# Han Yuandi
Han Yuandi, Yuan Di (漢元帝, 75 – 33 p.n.e.) – cesarz chiński z dynastii Han w okresie 48 – 33 p.n.e.

## Życiorys
Wprowadził konfucjanizm jako oficjalną filozofię do administracji chińskiej. Podobnie jak jego ojciec Xuan Di był wrażliwy na potrzeby swoich podwładnych. W czasie jego rządów pojawiły się jednak symptomy rosnącej korupcji w administracji, która doprowadziła w przyszłości do upadku dynastii Han.